# Anaea lemnos
Anaea lemnos är en fjärilsart som beskrevs av Druce 1877. Anaea lemnos ingår i släktet Anaea och familjen praktfjärilar. Inga underarter finns listade i Catalogue of Life.